# Dead (Obituary)
Dead è un album live della band death metal statunitense Obituary, pubblicato nel 1998 dalla Roadrunner Records.
Il nome fu scelto dal gruppo giocando sull'assonanza live-life (in lingua inglese traducibili come diretta-vita); infatti la band utilizzò come titolo dell'album proprio la parola opposta al termine d'uso, ovvero dead, morto.

## Tracce
1. Download (Obituary) – 3:00
2. Chopped in Half (Peres/D. Tardy/J. Tardy) – 0:46
3. Turned inside Out (Peres/D. Tardy/J. Tardy) – 5:03
4. Threatening Skies (Obituary) – 2:27
5. By the Light (Obituary) – 3:01
6. Dying (Obituary/Peres) – 4:36
7. Cause of Death (Peres/J. Tardy/West) – 5:43
8. I'm in Pain (Peres/D. Tardy/J. Tardy) – 4:54
9. Rewind (Obituary) – 4:03
10. 'Til Death (Obituary/J. Tardy) – 4:25
11. Kill for Me (Obituary) – 2:34
12. Don't Care (Obituary) – 3:09
13. Platonic Disease (Obituary) – 4:04
14. Back from the Dead (Obituary) – 5:55
15. Final Thoughts (Obituary) – 4:01
16. Slowly We Rot (Obituary/John Tardy) – 5:06

## Formazione
- John Tardy - voce
- Allen West - chitarra
- Trevor Peres - chitarra
- Frank Watkins - basso
- Donald Tardy - batteria